# Anna Grzymisławska
Anna Maria Grzymisławska (ur. 23 listopada 1947 w Poznaniu, zm. 8 czerwca 2022) – polska urzędniczka państwowa, działaczka opozycji demokratycznej w okresie PRL.

## Życiorys
Uczestniczyła w protestach studenckich w trakcie wydarzeń marcowych w 1968. W 1973 ukończyła studia na Wydziale Prawa i Administracji Uniwersytetu im. Adama Mickiewicza w Poznaniu. Od 1971 pracowała w Wojewódzkiej Hurtowni Zaopatrzenia Rzemiosła i w Spółdzielni Rzemieślniczej Wielkopolanka w Poznaniu. W latach 1978–1989 była specjalistką ds. organizacji w administracji Akademii Medycznej im. Karola Marcinkowskiego w Poznaniu.
W 1980 była wśród organizatorów uczelnianych struktur „Solidarności”, stanęła na czele komisji zakładowej. W tym samym roku w Gdańsku brała udział w strajku okupacyjnym pracowników służby zdrowia. Po wprowadzeniu stanu wojennego współpracowała z podziemną „Solidarnością”, zajmowała się też publikowaniem, drukiem i dystrybucją wydawnictw drugiego obiegu (m.in. kolportażem „Tygodnika Mazowsze” na terenie Poznania), a także organizowaniem pomocy dla represjonowanych. W 1987 weszła w skład początkowo tajnego tymczasowego zarządu regionu związku. W 1989 w Dniu Pracownika Służby Zdrowia organizowała manifestację „Biały Marsz w Poznaniu 7 IV 1989”.
Brała udział w obradach Okrągłego Stołu jako wiceprzewodnicząca podzespołu ds. zdrowia. Od 1989 do 1993 pełniła funkcję dyrektora generalnego w Ministerstwie Zdrowia i Opieki Społecznej. Później była dyrektorem Biura Kadr i Spraw Socjalnych Telewizji Polskiej. Po powołaniu rządu Jerzego Buzka objęła stanowisko dyrektora generalnego KPRM, a następnie zastępcy dyrektora generalnego Poczty Polskiej. W 2000 powróciła do Kancelarii Prezesa Rady Ministrów jako zastępca jej szefa w randze sekretarza stanu. Od 2002 do 2006 pracowała jako kierownik referatu prawno-organizacyjnego w poznańskim oddziale Instytutu Pamięci Narodowej, następnie była dyrektorem Departamentu Organizacyjnego i Kadr Urzędu Marszałkowskiego Województwa Wielkopolskiego.

## Odznaczenia
W 2001 wyróżniona odznaką Zasłużony Działacz Kultury. W 2011 prezydent Bronisław Komorowski, za wybitne zasługi w działalności na rzecz przemian demokratycznych w Polsce, nadał jej Krzyż Oficerski Orderu Odrodzenia Polski. W 2016 prezydent Andrzej Duda odznaczył ją Krzyżem Wolności i Solidarności.